# Archieparquía de Tellicherry
La archieparquía de Tellicherry (en latín: Archieparchia Tellicherriensis y en inglés: Archeparchy of Tellicherry y en malabar: തലശ്ശേരി അതിരൂപത) es una circunscripción eclesiástica de la Iglesia católica en India. Se trata de una archieparquía siro-malabar, sede metropolitana de la provincia eclesiástica de Tellicherry. Desde el 15 de enero de 2022 el archieparca es Joseph Pamplany.

## Territorio y organización
La archieparquía tiene 4958 km² y extiende su jurisdicción sobre los fieles católicos siro-malabares (excepto los knanayas) que residen en el estado de Kerala en los distritos de Kannur y Kasaragod.
La sede de la archieparquía se encuentra en la ciudad de Thalassery (antes llamada Tellicherry), en donde se halla la Catedral de San José.
La archieparquía tiene como sufragáneas a las eparquías de: Belthangady, Bhadravathi, Mananthavady, Mandya y Thamarasserry.
En 2020 en la archieparquía existían 254 parroquias.

## Historia
La eparquía de Tellicherry fue erigida el 31 de diciembre de 1953 con la bula Ad Christi Ecclesiam del papa Pío XII, separando a los fieles siro-malabares del territorio de la diócesis de Calicut. Originariamente era sufragánea de la archieparquía de Ernakulam (hoy archieparquía de Ernakulam-Angamaly).

In Malabarica regione septentrionali novam erigimus dioecesim pro fidelibus ritus chaldaici Malabarensium, quam ab urbe Tellicherry Tellcherriensem appellari volumus atque saeculari clero ex iisdem regionibus orto committimus; quae praeterea metropolitanae Ernakulamensi (...) Ecclesiae suffraganea erit, cuius Metropolitis Tellicherrienses pro tempore Antistites recto iure subicientur Huius dioecesis limites iidem erunt ac dioecesis Calicutensis latini ritus; attamen fideles ritus chai daici Malabarensium ab Episcopi latini iurisdictione eximinus, qui in posterum novae Tellicherriensis dioecesis Episcopo obnoxii erunt.

El 29 de abril de 1955 amplió su territorio extendiendo su jurisdicción a los fieles de rito siríaco oriental residentes en las diócesis latinas de Mangalore y de Mysore mediante el decreto Pro fidelibus.
El 1 de marzo de 1973 mediante la bula Quanta gloria del papa Pablo VI cedió una porción de su territorio para la erección de la eparquía de Mananthavady (a la cual cedió posteriormente territorio el 4 de diciembre de 1975).

Ab Eparchia Tellicherriensi civiles districtus detrahimus, quibus sunt nomina vulgaria : Nord Wyanad, Sud Wyanad, Shimoga, Chigmagalur, Hassan, Mandya, Mysore, Nilgiris, iisque novam Eparchiam constituimus, cuius erit appellatio Manantoddyensis, ab urbe regionis principe Manantoddy. Huius Ecclesiae Sedem atque Episcopi domicilium in hac eadem urbe ponimus, cathedramque docendae doctrinae in templo praecipuo loci, quod nempe iuribus debitis insignimus.

El 28 de abril de 1986 mediante la bula Constat non modo del papa Juan Pablo II cedió una porción de su territorio para la erección de la eparquía de Thamarasserry.

Quapropter Ipsi, qui de universa Ecclesia assiduam pastoris curam agimus, vi et potestate Nostra Apostolica harumque Litterarum virtute ab Eparchia Tellicherriensi, quam diximus, regiones Calicutensem ac Malappuramensem distrahimus novamque ex iisdem Eparchiam condimus nomine Thamarasserrensem, ab urbe videlicet «Thamarasserry» nominandam, ubi et Sedes eparchialis et Ecclesia Cathedralis erit.

El 18 de mayo de 1995 la eparquía fue elevada al rango de archieparquía metropolitana con la bula Spirituali bono del papa Juan Pablo II.

(...) summa Nostra potestate Provinciam ecclesiasticam Tellicherriensem constituimus, cuius Ecclesia princeps erit Eparchia hucusque Tellicherriensis, quam ad gradum et dignitatem Metropolitanae Sedis evehimus, omnibus tributis iuribus, officiis ac privilegiis huiusmodi Sedium propriis, assignantes eidem uti suffraganeas Eparchias Manantoddiensem et Thamarasserrensem.

El 24 de abril de 1999 cedió otra porción de su territorio para la erección de la eparquía de Belthangady mediante la bula Cum ampla del papa Juan Pablo II.

Summa igitur Apostolica potestate sequentia decernimus: quodam detracto territorio ab Archieparchia Metropolitana Tellicherriensi, novam condimus Eparchiam Belthangadiensem, cuius sedem eparchialem in urbe «Belthangady» poni iubemus, cunctis factis propriis iuribus atque obligationibus. Quam quidem Eparchiam memoratae Archieparchiae metropolitanae suffraganeam facimus, mandantes ut ea complectatur.

## Estadísticas
Según el Anuario Pontificio 2021 la archieparquía tenía a fines de 2020 un total de 289 559 fieles bautizados.
| Año                                                                             | Población            | Población | Población      | Sacerdotes | Sacerdotes    | Sacerdotes    | Bautizados por sacerdote | Diáconos permanentes | Religiosos | Religiosos | Parroquias |
| Año                                                                             | Bautizados católicos | Total     | % de católicos | Total      | Clero secular | Clero regular | Bautizados por sacerdote | Diáconos permanentes | Varones    | Mujeres    | Parroquias |
| ------------------------------------------------------------------------------- | -------------------- | --------- | -------------- | ---------- | ------------- | ------------- | ------------------------ | -------------------- | ---------- | ---------- | ---------- |
| 1970                                                                            | 263 635              | 12 000    | 2.2            | 242        | 190           | 52            | 1089                     |                      | 74         | 530        | 151        |
| 1980                                                                            | 289 042              | ?         | ?              | 225        | 182           | 43            | 1284                     |                      | 56         | 1050       | 209        |
| 1990                                                                            | 247 234              | 2 715 000 | 9.1            | 186        | 156           | 30            | 1329                     |                      | 37         | 815        | 195        |
| 1999                                                                            | 306 256              | 3 500 000 | 8.8            | 296        | 212           | 84            | 1034                     |                      | 174        | 1806       | 232        |
| 2000                                                                            | 289 562              | 3 550 000 | 8.2            | 264        | 187           | 77            | 1096                     |                      | 165        | 1291       | 189        |
| 2001                                                                            | 295 200              | 3 600 000 | 8.2            | 267        | 202           | 65            | 1105                     |                      | 154        | 1588       | 189        |
| 2002                                                                            | 285 126              | 3 605 000 | 7.9            | 274        | 201           | 73            | 1040                     |                      | 197        | 1656       | 201        |
| 2003                                                                            | 278 804              | 3 605 000 | 7.7            | 268        | 199           | 69            | 1040                     |                      | 168        | 1392       | 207        |
| 2004                                                                            | 279 200              | 3 650 000 | 7.6            | 284        | 210           | 74            | 983                      |                      | 148        | 1415       | 213        |
| 2009                                                                            | 307 500              | 3 758 000 | 8.2            | 381        | 251           | 130           | 807                      |                      | 353        | 2032       | 233        |
| 2010                                                                            | 307 682              | 3 810 000 | 8.1            | 401        | 276           | 125           | 767                      |                      | 332        | 1936       | 234        |
| 2014                                                                            | 302 007              | 3 550 000 | 8.5            | 424        | 280           | 144           | 712                      |                      | 430        | 1752       | 245        |
| 2017                                                                            | 283 395              | 3 620 000 | 7.8            | 430        | 283           | 147           | 659                      |                      | 402        | 1872       | 245        |
| 2020                                                                            | 289 559              | 3 829 346 | 7.6            | 462        | 291           | 171           | 626                      |                      | 440        | 1973       | 254        |
| Fuente: Catholic-Hierarchy, que a su vez toma los datos del Anuario Pontificio. |                      |           |                |            |               |               |                          |                      |            |            |            |

## Episcopologio
- Sebastian Valloppilly † (16 de octubre de 1955-18 de febrero de 1989 retirado)
- George Valiamattam (18 de febrero de 1989-29 de agosto de 2014 retirado)
- George Njaralakatt (29 de agosto de 2014-15 de enero de 2022 retirado)
- Joseph Pamplany, desde el 15 de enero de 2022